# Milwaukee at Last!!!
Milwaukee at Last!!! è il settimo album (e il secondo album live) del cantautore canadese Rufus Wainwright, pubblicato negli Stati Uniti il 22 settembre 2009. L'album è costituito da registrazioni dal vivo della sua esibizione del 27 agosto 2007 presso il Pabst Theater a Milwaukee, nel Wisconsin, durante il tour del suo precedente album studio, Release the Stars.

## Sviluppo
In seguito alla pubblicazione di Release the Stars, Wainwright ha intrapreso un tour mondiale che è durato dal maggio del 2007 al febbraio del 2008, con tappe in Nord America, Europa, Giappone, Australia e Nuova Zelanda. Ritenendo di aver trovato la giusta band di supporto, Wainwright registrò il concerto del 27 agosto 2007 al Pabst Theater. Wainwright incontrò il documentarista Albert Maysles, per mezzo del loro amico in comune Sean Lennon, e Maysles si disse «pronto, volenteroso e disponibile» ad aiutarlo per il progetto.
In un'intervista nel settembre del 2009, Wainwright ha dichiarato quanto segue quando gli è stato chiesto perché il concerto è stato registrato a Milwaukee:

## Tracce
Tutti i brani sono stati scritti da Wainwright, tranne dove diversamente indicato.

### CD
1. Release the Stars – 5:54
2. Going to a Town – 4:13
3. Sanssouci – 5:49
4. Rules and Regulations – 4:10
5. Leaving for Paris No. 2 – 6:04
6. If Love Were All (Noël Coward) – 2:26
7. Nobody's Off the Hook – 4:26
8. Not Ready to Love / Slideshow – 13:51
9. Macushla (Dermot MacMurrough, Josephine V. Rowe) – 3:51
10. Gay Messiah – 4:06

Tracce bonus
- The Art Teacher – 4:04 (su iTunes)
- I Don't Know What It Is – 5:01 (su Amazon.com)

### DVD
1. Release the Stars
2. Going to a Town
3. Sanssouci
4. Rules and Regulations
5. Tulsa
6. The Art Teacher
7. Tiergarten
8. Leaving for Paris No. 2
9. Between My Legs
10. Do I Disappoint You?
11. A Foggy Day (George Gershwin, Ira Gershwin)
12. If Love Were All (Noël Coward)
13. Nobody's Off the Hook
14. Beautiful Child
15. Not Ready to Love
16. Slideshow
17. Macushla (Dermot MacMurrough, Josephine V. Rowe)
18. 14th Street
19. I Don't Know What It Is
20. Pretty Things
21. Complainte de la Butte (Georges Van Parys, Jean Renoir)
22. Get Happy (Harold Arlen, Ted Koehler)
23. Gay Messiah